# Supercoupe des Seychelles féminine de football
La Supercoupe des Seychelles de football féminin est une compétition de football féminin. Elle oppose le champion des Seychelles au vainqueur de la Coupe des Seychelles.

## Palmarès
- 1999 : Rovers United
- 2000 : Olympia Coast
- 2001 : Olympia Coast
- 2002 : Olympia Coast
- 2003 : Olympia Coast
- 2004 : Dolphins FC
- 2005 : Olympia Coast
- 2006 : Olympia Coast
- 2007 : Olympia Coast
- 2008 : United Sisters
- 2009 : United Sisters
- 2010 : La Digue Veuve

### Bilan par clubs
- 7 victoires : Olympia Coast
- 2 victoires : United Sisters
- 1 victoire : Dolphins FC, Rovers United, La Digue Veuve